# Richard Bennett (skådespelare)
Richard Bennett, född 21 maj 1873 i Deacon's Mills, Indiana, död 22 oktober 1944 i Los Angeles, Kalifornien, var en amerikansk skådespelare, manusförfattare och regissör. Han var gift med skådespelaren Adrienne Morrison och far till skådespelarna Constance, Joan och Barbara Bennett.

## Filmografi (urval)
- 1943 - Farlig medpassagerare
- 1942 - De magnifika Ambersons
- 1934 – Nana
- 1932 - Om jag hade en miljon